# Sunray (Texas)
Sunray (rayo de sol en español) es una ciudad ubicada en el condado de Moore en el estado estadounidense de Texas. En el Censo de 2010 tenía una población de 1926 habitantes y una densidad poblacional de 441,59 personas por km².

## Geografía
Sunray se encuentra ubicada en las coordenadas 36°1′6″N 101°49′28″O / 36.01833, -101.82444. Según la Oficina del Censo de los Estados Unidos, Sunray tiene una superficie total de 4,36 km², de la cual 4,36 km² corresponden a tierra firme y (0%) 0 km² es agua.

## Demografía
Según el censo de 2010, había 1926 personas residiendo en Sunray. La densidad de población era de 441,59 hab./km². De los 1926 habitantes, Sunray estaba compuesto por el 84,89% blancos, el 0,05% eran afroamericanos, el 0,67% eran amerindios, el 0.57% eran asiáticos, el 0% eran isleños del Pacífico, el 11,53% eran de otras razas y el 2,28% pertenecían a dos o más razas. Del total de la población el 45,48% eran hispanos o latinos de cualquier raza.